# Стела Героїв (Кривий Ріг)
Стела Героїв — пам'ятник на честь 44 Героїв Радянського Союзу 59 Героїв Соціалістичної Праці та 5 Героїв України, що відкрито 20 липня 1971 року у Кривому Розі.
Під час реконструкції восени 2013 р. пам'ятку демонтовано з парку Героїв та перенесено на алею скверу на розі вулиці Героїв АТО та проспекту Миру Металургійного (Дзержинського) району.

## Передісторія
Пам'ятка пов'язана з подіями 1941—1945 рр., 1958—1984 рр., 1991—2015 рр. 20 червня 1971 р., в парку на проспекті Металургів, поблизу Будинку Рад (тодішній парк Соцміста), було відкрито Стелу Героїв — пам'ятник на честь 33 Героїв Радянського Союзу та 39 Героїв Соціалістичної Праці, уродженців Криворіжжя. Художник-скульптор Георгій Бахмутов і архітектор Борис Кохно створили справжній шедевр з залізобетону у вигляді двох напівкілець (висота 4 м, довжина 30 м) з 14 мозаїчними сюжетами. Для створення мозаїчного панно було використано 62 види місцевих мінералів: білий, сірий, кремовий доломітовий мармур; кварцит, сірий граніт, роговики, магнітові руди, сланці тощо.
Перша реконструкція відбулась в 1982 р.: до переліку Героїв Радянського Союзу було додано 11 прізвищ (стало 44), до переліку Героїв Соціалістичної Праці — 20 (стало 59).

## Сучасний вигляд пам'ятки
Після реконструкції 2013—2014 рр. (відкриття — 22.02.2014 р.) пам'ятка набула сучасного вигляду: стела складається із двох цегляних стін, розташованих півколами (висота 3 м, довжина 33,6 м), котрі в плані разом складають розімкнене коло. Стела встановлена на прямокутні тумби (висота 0,5 м). Зовнішня поверхня стін прикрашена мозаїчними композиціями з історії радянської доби. Відстань між розривами стіни складає 6,5 м. Розриви утворюють проходи, розташовані один навпроти одного. На внутрішніх поверхнях стін, пофарбованих у сталево-сірий колір, знаходяться меморіальні таблички з прізвищами, іменами та по-батькові Героїв Радянського Союзу — на одній частині Стели — та Героїв Соціалістичної Праці і Героїв України — на іншій. Стіна Героїв Радянського Союзу вгорі містить напис «Герої Радянського Союзу» та прізвища, імена і по-батькові Героїв, розташовані у три ряди (в алфавітному порядку), рельєфне зображення медалі «Золота Зірка», 44 меморіальні дошки з іменами Героїв. На протилежній стіні, з одного краю, напис «Герої Соціалістичної Праці», аналогічний попередньому, із Золотою Зіркою, 59 дощок з іменами Героїв, далі — напис «Герої України» з двома рельєфними нагородами: «Орден держави» та «Золота Зірка» з прізвищами, іменами та по-батькові п'яти Героїв України на табличці.
В композиційному центрі внутрішнього простору пам'ятки — кругла клумба з висадженою в центрі молодою туєю. Перед внутрішніми стінами Стели розташовані квітники дугоподібної форми, між клумбою і квітником — простір, вкритий тротуарною плиткою.

### Герої України

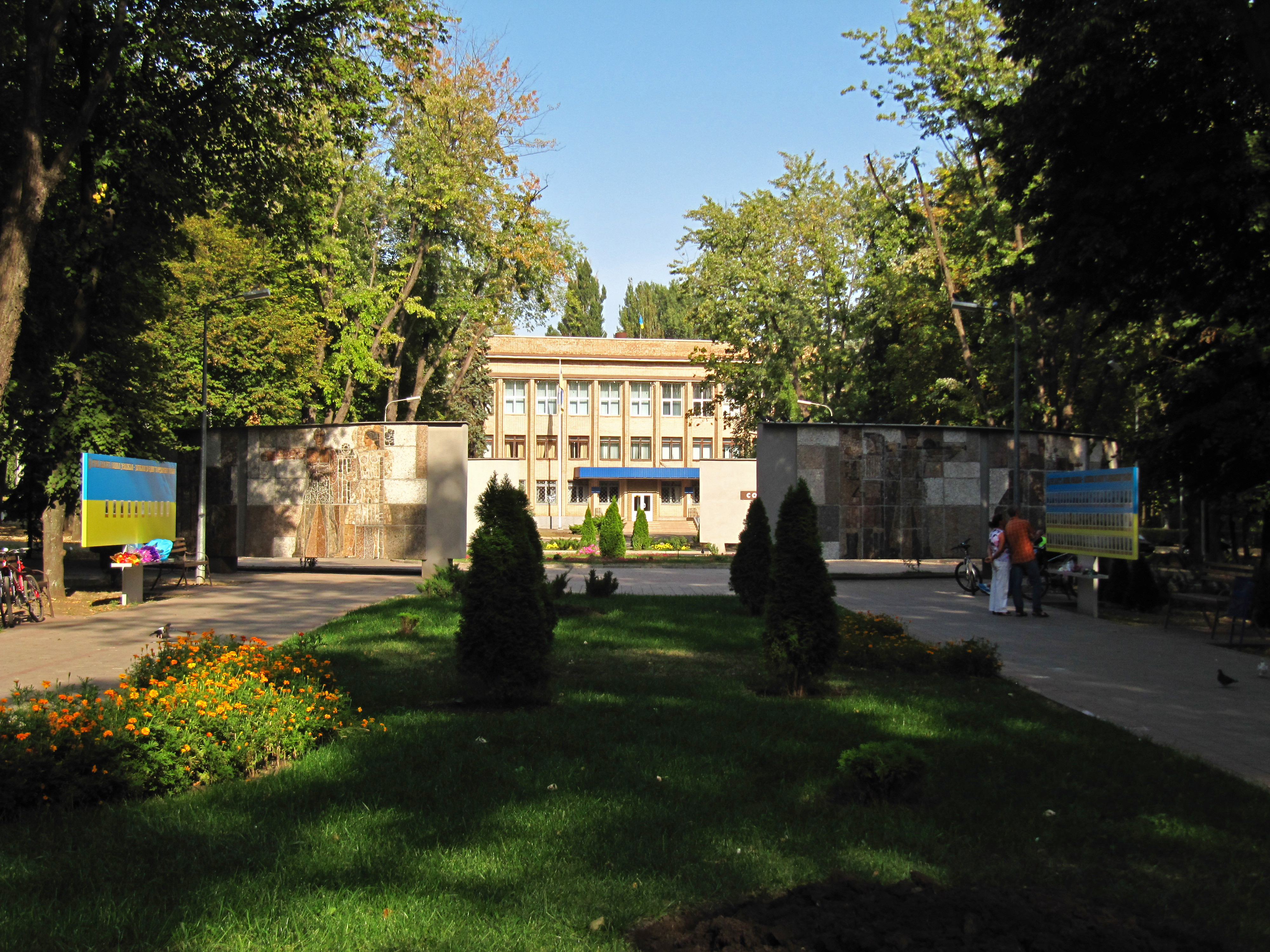
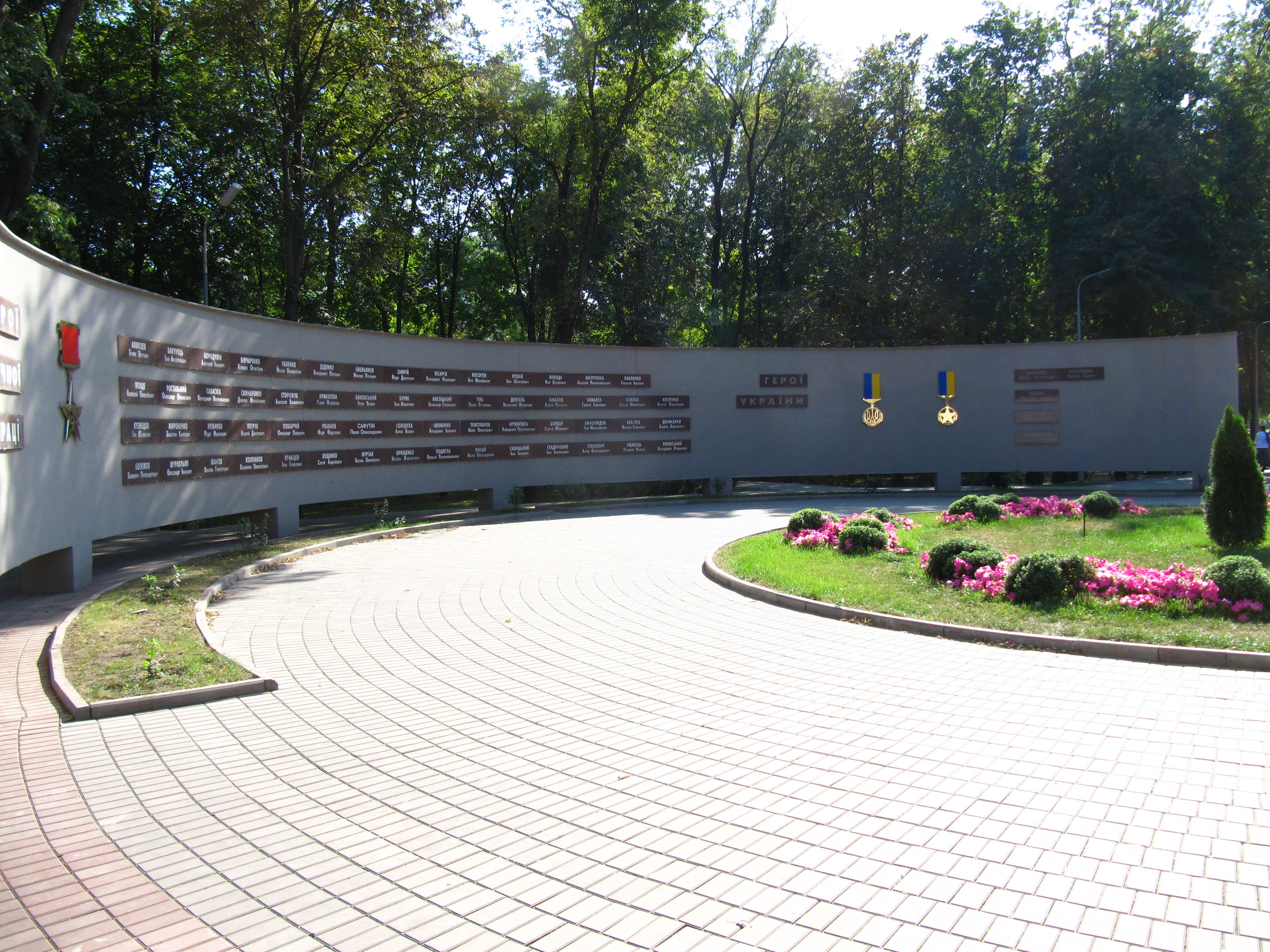
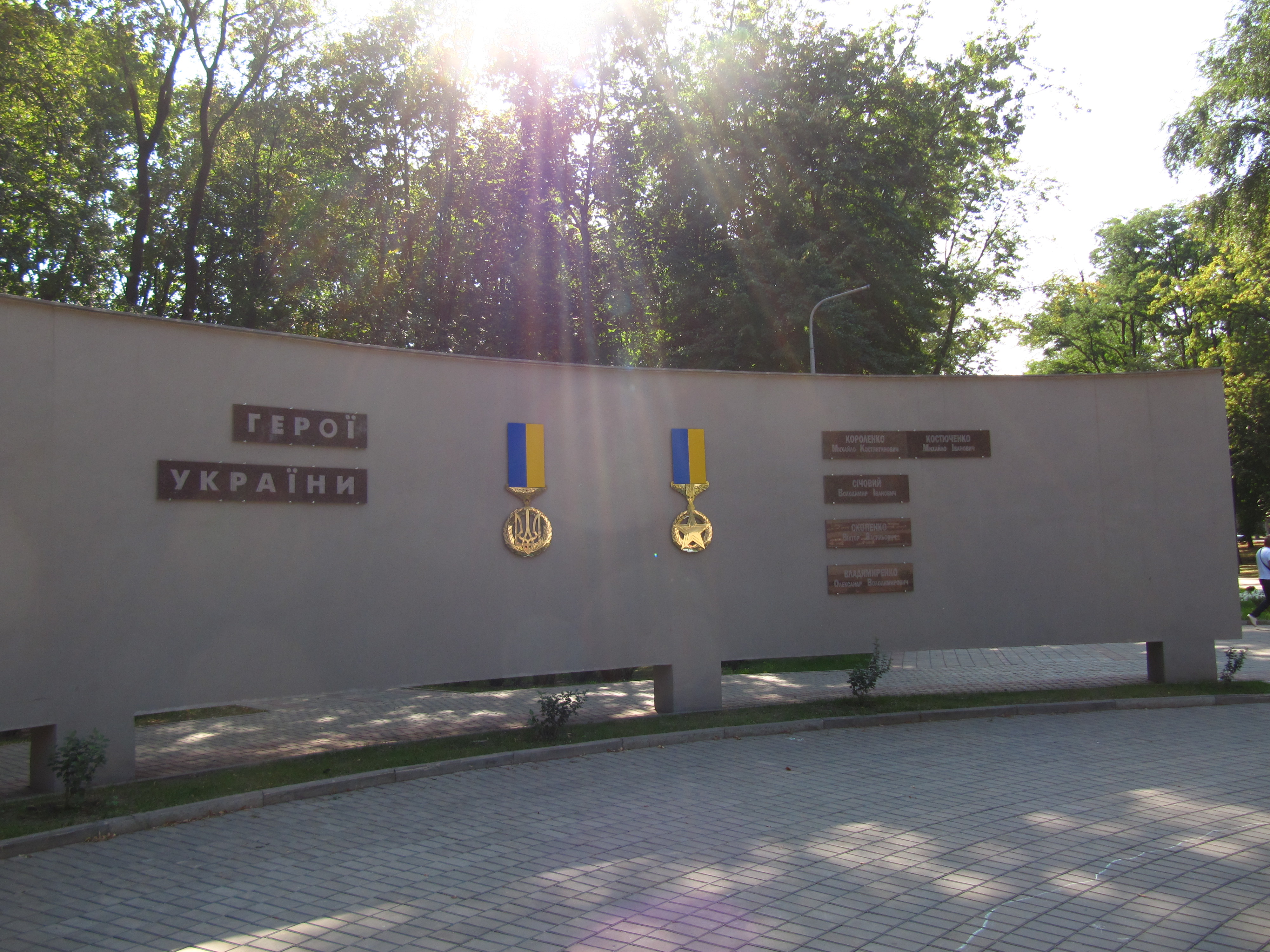
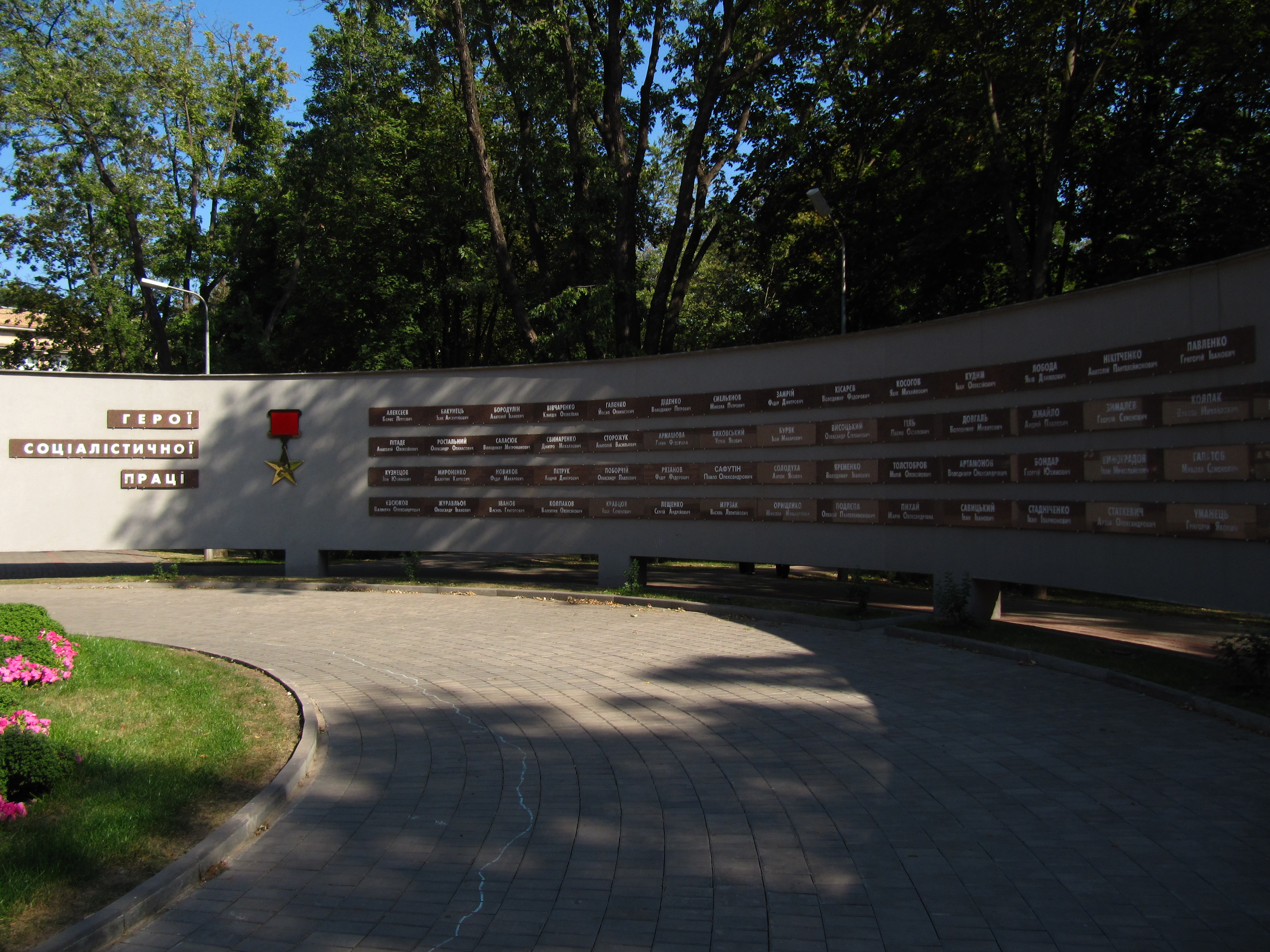